# Dociostaurus pecularis
Dociostaurus pecularis är en insektsart som först beskrevs av Moeed 1971.  Dociostaurus pecularis ingår i släktet Dociostaurus och familjen gräshoppor. Inga underarter finns listade i Catalogue of Life.